# پرواز بادبادک‌ها
پرواز بادبادک‌ها فیلمی به کارگردانی  و نویسندگی علی قوی تن ساختهٔ سال ۱۳۹۰ است.

## بازیگران
- روناک پوریادگار
- حسین محمدیان
- علی معرفتی
- علی سیف الدین
- مهسا معرفتی
- نگین حسین زاده